# Trofeo delle Regioni
Trofeo delle Regioni é um italiano torneio de futebol para equipas amadoras, que representam as regiões italianas. Foi jogado desde 1959 e, a partir de 1998, o ganhador (a) tem participado na Taça das Regiões da UEFA.
Em 2010, a fusão com a Taça de Nazionale Primavera, um evento para os Allievi e Giovanissimi  representante equipes de regiões italianas. O troféu agora tinha 6 eventos, Juniores para 18 jogadores, Allievi para jogadores sub-16 e Giovanissimi para U15 jogadores, bem como a representante feminina e equipes de 5-a-lado de futebol (masculino e feminino, respectivamente).

## Campeões
1959 Lazio
1960 Lazio
1961 Emilia Romagna
1962 Campania
1963 Puglia
1964 Lazio
1965 Campania
1966 Friuli Venezia Giulia
1967 Piemonte Val d'Aosta
1968 Toscana
1969 (não jogou)
1970 Toscana
1971 Lazio
1972 Sicilia
1973 Lombardia
1974 (não jogou)
1975 Abruzzo
1976 Veneto
1977 Veneto
1978 Calabria
1979 Lombardia
1980 Lombardia
1981 Marche
1982 Veneto
1983 Friuli Venezia Giulia
1984 Friuli Venezia Giulia
1985 Veneto
1986 Toscana
1987 Toscana
1988 Toscana
1989 Abruzzo
1990 Toscana
1991 Toscana
1992 Campania
1993 Toscana
1994 Sicilia
1995 Veneto
1996 Lazio
1997 Umbria
1998 Veneto
1999 Abruzzo
2000 Piemonte Valle d'Aosta
2001 Piemonte Valle d'Aosta
2002 Veneto
- 2003 Toscana
- 2004 Lombardia
- 2005 Toscana
- 2006/07 Piemonte Vale De Aosta
- 2008 Piemonte Vale De Aosta
- 2009 Abruzzo

### Juniores
- 2010 Abruzzo[1]
- 2011 Veneto [2]
- 2012 Umbria [3]

### Allievi
Coppa Nazionale Primavera
- 2006 Campania
- 2007 Veneto
- 2008
- 2009 Sardenha[4]

Allievi del Trofeo delle Regioni
- 2010
- 2011
- 2012

### Giovanissimi
Coppa Nazionale Giovanissimi
Giovanissimi del Trofeo delle Regioni